# 19998 Binoche
19998 Binoche è un asteroide della fascia principale. Scoperto nel 1990, presenta un'orbita caratterizzata da un semiasse maggiore pari a 2,7981080 UA e da un'eccentricità di 0,1693316, inclinata di 10,18930° rispetto all'eclittica.
L'asteroide è dedicato all'attrice francese Juliette Binoche.